# Boog van Campanus

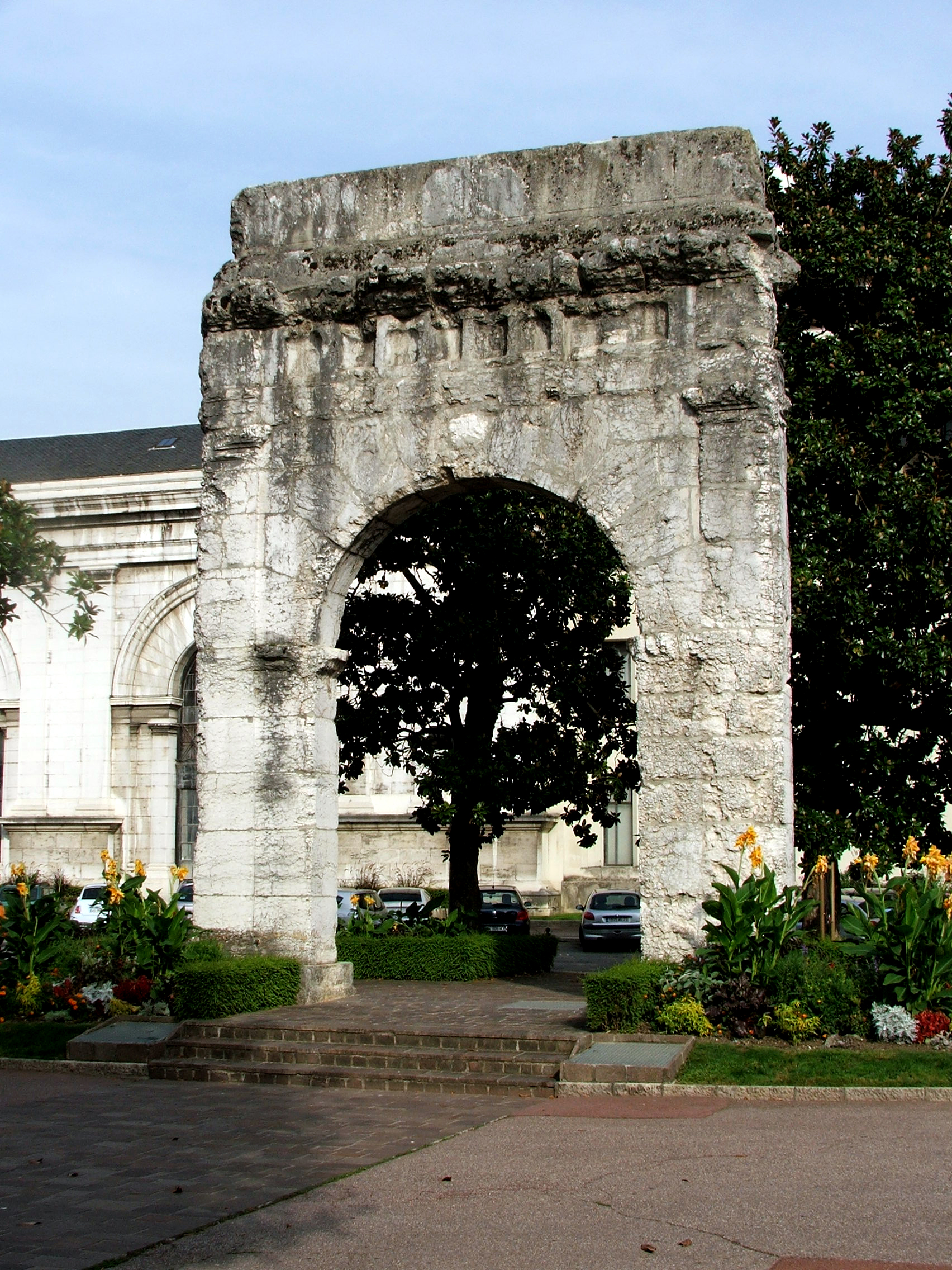
De Boog van Campanus

De Boog van Campanus (Frans: L'Arc de Campanus) is een Romeinse boog in de Franse stad Aix-les-Bains (Savoie). 
Een precieze datering van de boog is niet mogelijk, maar hij werd waarschijnlijk opgetrokken aan het einde van de 1e eeuw. Ook de functie van de boog is onduidelijk. Uit de opschriften blijkt dat hij werd gebouwd in opdracht van Lucius Pompeius Campanus, bij leven, voor zijn overleden familieleden. Misschien maakte de boog deel uit van een grafmonument; het was niet ongebruikelijk een necropolis aan te leggen naast thermen. Maar mogelijk was het gewoon een herdenkingsmonument. De boog bevond zich in de onmiddellijke nabijheid van de thermen en de Dianatempel en mogelijk deed hij dienst als toegangspoort tot deze thermen.
Het bouwwerk uit kalksteen is 9,15 meter hoog, 7,10 meter breed en maar 75 centimeter breed. De doorgang onder de boog is 6 meter hoog en 3,5 meter breed. Boven de boog is volgend opschrift aangebracht:

L.POMPEIUS CAMPANUS VIVUS FECIT

Daarboven zijn acht platen aangebracht met de namen van overleden familieleden en daarnaast nog eens zes, sterk verweerde platen met andere namen. Hierdoor kan men een stamboom van Lucius Pompeius Campanus samenstellen, maar verder is niets geweten over de opdrachtgever van de boog. Wellicht ging het om een rijke patriciër uit Gallia Narbonensis.
In het verleden werd de boog verwerkt in verschillende bouwwerken. In 1535 zou hij hebben gediend als toegangspoort tot het gerechtsgebouw. Aan het begin van de 19e eeuw was de boog half ingegraven en diende hij als muur voor een schuur. Ingrijpen van overheidswege was nodig in 1821 om afbraak van de boog te voorkomen. De boog kwam te staan op de binnenplaats van het Hôtel de l'Arc romain, maar kwam op openbaar terrein na de afbraak van dit hotel in 1867. In 1890 werd de boog beschermd als historisch monument.